# جان وایتینگ
جان رابرت وایتینگ (انگلیسی: John Robert Whiting ۱۵ نوامبر ۱۹۱۷ – ۱۶ ژوئن ۱۹۶۳) نمایش‌نامه‌نویس هنرپیشه و منتقد اهل انگلستان بود.

## کتابشناسی
- بی چرا
- دروازه‌های تابستان
- یک پنی برای یک آواز
- آهنگ رزم
- روز مرد قدیس